# Episodi di Gunsmoke (settima stagione)
La settima stagione della serie televisiva Gunsmoke è andata in onda negli Stati Uniti dal 30 settembre 1961 al 26 maggio 1962 sulla CBS.
| nº | Titolo originale       | Prima TV USA      | Titolo italiano | Prima TV Italia |
| -- | ---------------------- | ----------------- | --------------- | --------------- |
| 1  | Perce                  | 30 settembre 1961 |                 |                 |
| 2  | Old Yellow Boots       | 7 ottobre 1961    |                 |                 |
| 3  | Miss Kitty             | 14 ottobre 1961   |                 |                 |
| 4  | Harper's Blood         | 21 ottobre 1961   |                 |                 |
| 5  | All That               | 28 ottobre 1961   |                 |                 |
| 6  | Long, Long Trail       | 4 novembre 1961   |                 |                 |
| 7  | The Squaw              | 11 novembre 1961  |                 |                 |
| 8  | Chesterland            | 18 novembre 1961  |                 |                 |
| 9  | Milly                  | 25 novembre 1961  |                 |                 |
| 10 | Indian Ford            | 2 dicembre 1961   |                 |                 |
| 11 | Apprentice Doc         | 9 dicembre 1961   |                 |                 |
| 12 | Nina's Revenge         | 16 dicembre 1961  |                 |                 |
| 13 | Marry Me               | 23 dicembre 1961  |                 |                 |
| 14 | A Man a Day            | 30 dicembre 1961  |                 |                 |
| 15 | The Do-Badder          | 6 gennaio 1962    |                 |                 |
| 16 | Lacey                  | 13 gennaio 1962   |                 |                 |
| 17 | Cody's Code            | 20 gennaio 1962   |                 |                 |
| 18 | Old Dan                | 27 gennaio 1962   |                 |                 |
| 19 | Catawomper             | 10 febbraio 1962  |                 |                 |
| 20 | Half Straight          | 17 febbraio 1962  |                 |                 |
| 21 | He Learned About Women | 24 febbraio 1962  |                 |                 |
| 22 | The Gallows            | 3 marzo 1962      |                 |                 |
| 23 | Reprisal               | 10 marzo 1962     |                 |                 |
| 24 | Coventry               | 17 marzo 1962     |                 |                 |
| 25 | The Widow              | 24 marzo 1962     |                 |                 |
| 26 | Durham Bull            | 31 marzo 1962     |                 |                 |
| 27 | Wagon Girls            | 7 aprile 1962     |                 |                 |
| 28 | The Dealer             | 14 aprile 1962    |                 |                 |
| 29 | The Summons            | 21 aprile 1962    |                 |                 |
| 30 | The Dreamers           | 28 aprile 1962    |                 |                 |
| 31 | Cale                   | 5 maggio 1962     |                 |                 |
| 32 | Chester's Indian       | 12 maggio 1962    |                 |                 |
| 33 | The Prisoner           | 19 maggio 1962    |                 |                 |
| 34 | The Boys               | 26 maggio 1962    |                 |                 |

## Perce
- Prima televisiva: 30 settembre 1961
- Diretto da: Harry Harris
- Scritto da: John Meston

### Trama
- Guest star: Charles Bail (Withers), Norma Crane (Ida Poe), James Nusser (Louie Pheeters), Chuck Hayward (Kemp), Ed Nelson (Perce McCall), Ken Lynch (Hank Seeber), John Mitchum (Norm), Robert Brubaker (Jim Buck), Alex Sharp (Nichols), Ted Jordan (Del), Glenn Strange (Sam), Baynes Barron (Vicks)

## Old Yellow Boots
- Prima televisiva: 7 ottobre 1961
- Scritto da: John Meston, Ted Post

### Trama
- Guest star: James Logan (Ezra), Steve Brodie (Jake Welch), Charles Tannen (Hill), Charles P. Thompson (Milton), Bing Russell (Henry Head), Dick Rich (Big John), Harry Dean Stanton (Leroy Parker), James Nusser (Louie Pheeters), Dabbs Greer (Wilbur Jonas), Joanne Linville (Beulah Parker), Warren Stevens (Frank Cassidy), Howard Wright (Smythe)

## Miss Kitty
- Prima televisiva: 14 ottobre 1961
- Diretto da: Harry Harris
- Scritto da: Kathleen Hite

### Trama
- Guest star: John Lasell (Tucker), Glenn Strange (Sam), Roger Mobley (Thad), Frank Sutton (Charlie), Harold Stone (Horace), Linda Watkins (Mattie), Dabbs Greer (Jonas), George Selk (Moss Grimmick), Andy Albin (proprietario)

## Harper's Blood
- Prima televisiva: 21 ottobre 1961
- Diretto da: Andrew V. McLaglen
- Scritto da: John Meston

### Trama
- Guest star: Evans Evans (Jenny), Dan Stafford (Kyle Cooley), Ricky Kelman (Young Kyle), Chris Hughes (Jeff), Glenn Strange (Sam), Peter Whitney (Gip Cooley), Conlan Carter (Jeff Cooley), Warren J. Kemmerling (Carr), Moria Turner (Sarah)

## All That
- Prima televisiva: 28 ottobre 1961
- Diretto da: Harry Harris
- Scritto da: John Meston

### Trama
- Guest star: Tim Frawley (Mike), Frances Helm (Clara Shanks), Herbert Patterson (Len), Guy Raymond (Redfield), Buddy Ebsen (Print Quimby), John Larch (Cliff Shanks), Gage Clarke (Botkin), Harry Lauter (Kyle Terry), Harold Innocent (commesso), George Selk (Moss Grimmick), Harry Swoger (Hank Green), Glenn Strange (Sam), Howard Wright (Harry)

## Long, Long Trail
- Prima televisiva: 4 novembre 1961
- Diretto da: Andrew V. McLaglen
- Scritto da: Kathleen Hite

### Trama
- Guest star: Mabel Albertson (Dody Baines), Peggy Stewart (Fan Hacker), Alan Baxter (Lou Hacker), Barbara Lord (Sarah Drew), Robert Dix (Jaime)

## The Squaw
- Prima televisiva: 11 novembre 1961
- Diretto da: Gerald Mayer
- Scritto da: John Dunkel

### Trama
- Guest star: Vitina Marcus (Natacea), Bill Erwin (reverendo Tucker), John Culwell (astante), Jack Orrison (negoziante), Paul Carr (Cully Tate), Bob Hastings (Bill Craig), John Dehner (Hardy Tate), Jet MacDonald (Sal)

## Chesterland
- Prima televisiva: 18 novembre 1961
- Diretto da: Ted Post
- Scritto da: Kathleen Hite

### Trama
- Guest star: Sondra Blake (Daisy Fair), Harold Innocent (William), Arthur Peterson (Arny), Earle Hodgins (Tubby), Sarah Selby (Ma Smalley)

## Milly
- Prima televisiva: 25 novembre 1961
- Diretto da: Richard Whorf
- Scritto da: John Meston

### Trama
- Guest star: Jena Engstrom (Milly Glover), Glenn Strange (Sam), Sue Randall (Laura), Don Dubbins (Potts), Malcolm Atterbury (Bart Grover), James Griffith (Tillman), Harry Swoger (Lawson), William Hughes (Joey Glover)

## Indian Ford
- Prima televisiva: 2 dicembre 1961
- Diretto da: Andrew V. McLaglen
- Scritto da: John Dunkel

### Trama
- Guest star: Pippa Scott (Mary Tabor), Lane Chandler (Trumbull), Dawn Little Sky (Native American Woman), John Newton (sergente Cromwell), Roy Roberts (Mr. Tabor), Anthony Caruso (Lone Eagle), R. G. Armstrong (capitano Benter), Robert Dix (Spotted Wolf)

## Apprentice Doc
- Prima televisiva: 9 dicembre 1961
- Diretto da: Harry Harris
- Scritto da: Kathleen Hite

### Trama
- Guest star: Robert Sorrells (Augie), Glenn Strange (Sam), Ben Cooper (Pitt Campbell), Crahan Denton (Clint)

## Nina's Revenge
- Prima televisiva: 16 dicembre 1961
- Diretto da: Tay Garnett
- Scritto da: John Meston

### Trama
- Guest star: William Windom (Lee Sharkey), Glenn Strange (Sam), Ron Foster (Jim Garza), Johnny Seven (Harry Blucher), Lois Nettleton (Nina Sharkey), Quintin Sondergaard (amico)

## Marry Me
- Prima televisiva: 23 dicembre 1961
- Diretto da: Dennis Weaver
- Scritto da: Kathleen Hite

### Trama
- Guest star: Warren Oates (Billy Cathcart), Glenn Strange (Sam), Don Dubbins (Orkey Cathcart), Taylor McPeters (Pa Cathcart)

## A Man a Day
- Prima televisiva: 30 dicembre 1961
- Diretto da: Harry Harris
- Scritto da: John Meston

### Trama
- Guest star: Fay Spain (Bessie), James Drake (Morgan), Roy Wright (Carver), Arthur Peterson (Sam Frazer), Val Dufour (Nick Cooner), Leonard Nimoy (Elias Grice), James Nusser (Louie Pheeters), George Selk (Moss Grimmick), Glenn Strange (Sam), Garry Walberg (Hatcher), Ben Wright (Dan Binny), Ann Morell (Ana Frazer)

## The Do-Badder
- Prima televisiva: 6 gennaio 1962
- Diretto da: Andrew V. McLaglen
- Scritto da: John Meston

### Trama
- Guest star: Adam Williams (Slim Trent), Abraham Sofaer (Harvey Easter), Richard Reeves (Red), Craig Duncan (Pete), Warren Oates (Chris Kelly), Strother Martin (Gene Bunch), James Anderson (Bert Case), H. M. Wynant (Sam Smith), Harry Bartell (Charlie Fess), Shug Fisher (Harry Obie), Roy Engel (Ed Greenley), James Nusser (Louie Pheeters), Glenn Strange (Sam), Mercedes Shirley (Mary Pickett)

## Lacey
- Prima televisiva: 13 gennaio 1962
- Diretto da: Harry Harris
- Scritto da: Kathleen Hite

### Trama
- Guest star: Sherry Jackson (Lacey Parcher), Jeremy Slate (Jess), Oliver McGowan (Cyrus Parcher), Dorothy Green (Ellen Parcher), Naura Hayden (Bessie)

## Cody's Code
- Prima televisiva: 20 gennaio 1962
- Diretto da: Andrew V. McLaglen
- Scritto da: John Meston

### Trama
- Guest star: Wayne Rogers (Brack Tracy), Glenn Strange (Sam), Ollie O'Toole (ufficiale postale), Gloria Talbott (Rose Loring), Anthony Caruso (Cody Durham), Robert Knapp (Sam Dukes), Bob Gravage (cittadino), Kenneth Becker (Koger)

## Old Dan
- Prima televisiva: 27 gennaio 1962
- Diretto da: Andrew V. McLaglen
- Scritto da: Kathleen Hite

### Trama
- Guest star: Philip Coolidge (Lem Petch), Edgar Buchanan (Dan Witter), Dorothy Neumann (Mrs. Bales), William Campbell (Luke Petch), Dabbs Greer (Wilbur Jonas), Joe Haworth (Gates), Hugh Sanders (Thede)

## Catawomper
- Prima televisiva: 10 febbraio 1962
- Diretto da: Harry Harris
- Scritto da: John Meston

### Trama
- Guest star: Sue Ane Langdon (Kate Tassell), Quintin Sondergaard (Hank), Frank Sutton (Ollie), Roy Wright (Bert), Dick Sargent (Bud Bones), Warren Vanders (Pete), Robert Brubaker (tenente), Harold Innocent (George), Bob Gravage (Witt), Jay Overholts (sergente), Joe Devlin (Jester)

## Half Straight
- Prima televisiva: 17 febbraio 1962
- Diretto da: Ted Post
- Scritto da: John Meston

### Trama
- Guest star: Howard Culver (Howard), William Bramley (Hank Browder), J. Edward McKinley (Grant Hatcher), John Kerr (Lute Willis), Elizabeth MacRae (Fanny Fields), Lee Sabinson (barista)

## He Learned About Women
- Prima televisiva: 24 febbraio 1962
- Diretto da: Tay Garnett
- Soggetto di: John Rosser

### Trama
- Guest star: Joe Ferrante (Juan), Miguel Ángel Landa (Pepe), Val Ruffino (guardia), Susan Petrone (Ruth), Claude Akins (Solis), Míriam Colón (Kisla), Barbara Luna (Chavela), Ted de Corsia (Garvey), Robert J. Wilke (Ab Rankin), Jeff De Benning (Red), Andy Romano (Jose)

## The Gallows
- Prima televisiva: 3 marzo 1962
- Diretto da: Andrew V. McLaglen
- Scritto da: John Meston

### Trama
- Guest star: William Challee (Feist), Joseph Ruskin (giudice Henry), Richard Shannon (Gamer), Ollie O'Toole (Milt), Jeremy Slate (Pruitt Dover), Bob Gravage (Peters), James Nusser (Louie Pheeters), Orville Sherman (sceriffo), Robert J. Stevenson (Ax Parsons), Nancy Walters (ragazza)

## Reprisal
- Prima televisiva: 10 marzo 1962
- Diretto da: Harry Harris
- Scritto da: John Meston

### Trama
- Guest star: Harry Antrim (Botkin), Joe Devlin (Dan Binny), Joe Di Reda (Black), Gene Benton (Green), Harold Innocent (sportellista della banca), Tom Reese (Pete Wellman), George Lambert (Oren Conrad), Dianne Foster (Cornelia Conrad), Jason Evers (Ben Hardin), Brad Trumbull (Hank Ives), Grace Lee Whitney (Pearl), William Hughes (Tommy)

## Coventry
- Prima televisiva: 17 marzo 1962
- Diretto da: Christian Nyby
- Scritto da: John Meston

### Trama
- Guest star: Joe Maross (Dean Beard), Mary Field (Clara Ott), John Harmon (giudice), Helen Wallace (Hedda), Don Keefer (Rankin), George Selk (Moss Grimmick), Harold Innocent (Botkin), Buck Young (Carl), Glenn Strange (Sam), James Anderson (Hager), Paul Birch (Jesse Ott), William Boyett (Harry)

## The Widow
- Prima televisiva: 24 marzo 1962
- Diretto da: Ted Post
- Scritto da: John Dunkel

### Trama
- Guest star: Rodd Redwing (Little Bear), Joan Hackett (Mattie Arthur), Alexander Lockwood (colonnello Ebert), J. Edward McKinley (Emil Pack), Robert Brubaker (Jim Buck), Howard Culver (Howard), Alan Reed, Jr. (caporale Jennings)

## Durham Bull
- Prima televisiva: 31 marzo 1962
- Diretto da: Harry Harris
- Scritto da: John Meston
- Soggetto di: Jack Shettlesworth

### Trama
- Guest star: Will Corry (Wade), Gilbert Green (Rudd), Ricky Kelman (Little Bit), Ted Jacques (frenatore), Ted Jordan (Kearny), George Keymas (Polk), Hank Patterson (cowboy), John Kellogg (Silva), George Selk (Moss Grimmick), Howard Culver (Howard), Andy Clyde (Henry Squires), Richard Keene (Dan Binny), Richard Torrey (Downey)

## Wagon Girls
- Prima televisiva: 7 aprile 1962
- Diretto da: Andrew V. McLaglen
- Scritto da: John Meston

### Trama
- Guest star: William Wellman, Jr. (soldato King), Joseph V. Perry (Harve), Ellen Burstyn (Polly Mims), Joan Marshall (Emma), Kevin Hagen (Bowman), Rayford Barnes (Lee), William Schallert (capitano Grant), Ben Wright (sergente Pickens), Buck Young (caporale Stone), Dabbs Greer (Wilbur Jonas), Gilman Rankin (capo Red Knife), Constance Ford (Florida Jenkins), Arch Johnson (Carl Feester)

## The Dealer
- Prima televisiva: 14 aprile 1962
- Diretto da: Harry Harris
- Scritto da: John Dunkel

### Trama
- Guest star: Judi Meredith (Lily Baskin), Ted Jordan (Cheater), George Matthews (Champ Larkin), Gary Clarke (Johnny Cole), Roy Roberts (Billy Baskin), Jess Kirkpatrick (Barney), Baynes Barron (sceriffo)

## The Summons
- Prima televisiva: 21 aprile 1962
- Diretto da: Andrew V. McLaglen
- Scritto da: Kathleen Hite
- Soggetto di: Marian Clark

### Trama
- Guest star: Myron Healey (Mosely), Robert J. Stevenson (Cape), William B. Corrie (commesso), Cyril Delevanti (vecchio), John Crawford (Loy Bishop), Howard Culver (Dobie), Glenn Strange (Sam), Michael Hinn (vice), Percy Helton (Duffer), Bethel Leslie (Rose Ellen), Cal Bolder (Dawkins), Joyce Jameson (Pearl)

## The Dreamers
- Prima televisiva: 28 aprile 1962
- Diretto da: Andrew V. McLaglen
- Scritto da: John Meston

### Trama
- Guest star: Valerie Allen (Annie), Glenn Strange (Sam), Liam Redmond (Henry Cairn), CeCe Whitney (Julia), Gage Clarke (Botkin), J. Pat O'Malley (Jake Fogle), Shug Fisher (Obie), Perry Cook (barista)

## Cale
- Prima televisiva: 5 maggio 1962
- Diretto da: Harry Harris
- Scritto da: Kathleen Hite

### Trama
- Guest star: Hank Patterson (Hank Miller), Robert Karnes (Starrett), Peter Ashley (Will), Joseph Hamilton (Nick), Glenn Strange (Sam), Carl Reindel (Cale)

## Chester's Indian
- Prima televisiva: 12 maggio 1962
- Diretto da: Joseph Sargent
- Scritto da: Kathleen Hite

### Trama
- Guest star: Garry Walberg (Simeon), Lew Brown (Frank), Michael Barrier (cowboy), Jena Engstrom (Callie), Peggy Rea (Miss Peggity), Karl Swenson (Adam), Shug Fisher (Obie), Eddie Little Sky (nativo americano), Gene Benton (cameriere)

## The Prisoner
- Prima televisiva: 19 maggio 1962
- Diretto da: Andrew V. McLaglen
- Scritto da: Thomas Thompson

### Trama
- Guest star: Cathie Merchant (Sally), Dorothy Neumann (Mrs. Pierson), Chris Witman (Mrs. Thurmond), Ollie O'Toole (ufficiale postale), William Phipps (Ham), Dabbs Greer (Wilbur Jonas), Rayford Barnes (Jellico), Charles Fredericks (Hunk), Ed Nelson (Seth), Nancy Gates (Sarah), Conrad Nagel (sindaco), Andrew Prine (Billy Joe), William B. Corrie (cameriere), John Close (Turner)

## The Boys
- Prima televisiva: 26 maggio 1962
- Diretto da: Harry Harris
- Scritto da: John Meston

### Trama
- Guest star: May Heatherly (Molly), Arthur Malet (Farnum), Joe Devlin (commesso viaggiatore), William Newell (conducente), Malcolm Atterbury (professore Eliot), George Kennedy (Hug Eliot), Harry Dean Stanton (Nate Eliot), Harry Swoger (Hank Green), Glenn Strange (Sam), Gage Clarke (Botkin), James Nusser (Louie Pheeters), Dabbs Greer (Wilbur Jonas), Hal Needham (Ed), Michael Parks (Park Eliot), Harp McGuire (guardia)